# Evangelische Kirche (Werschweiler)

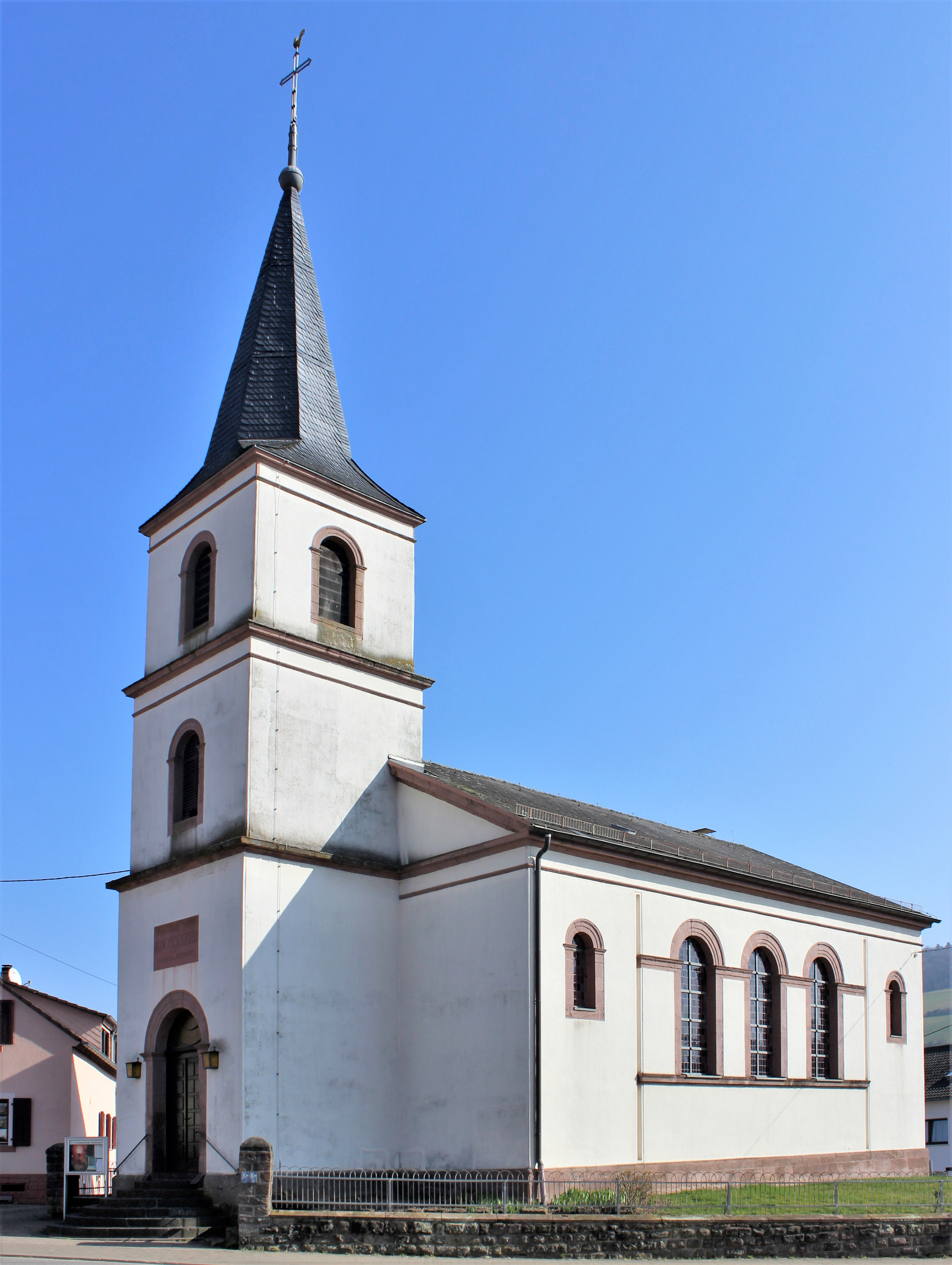
Evangelische Kirche Werschweiler

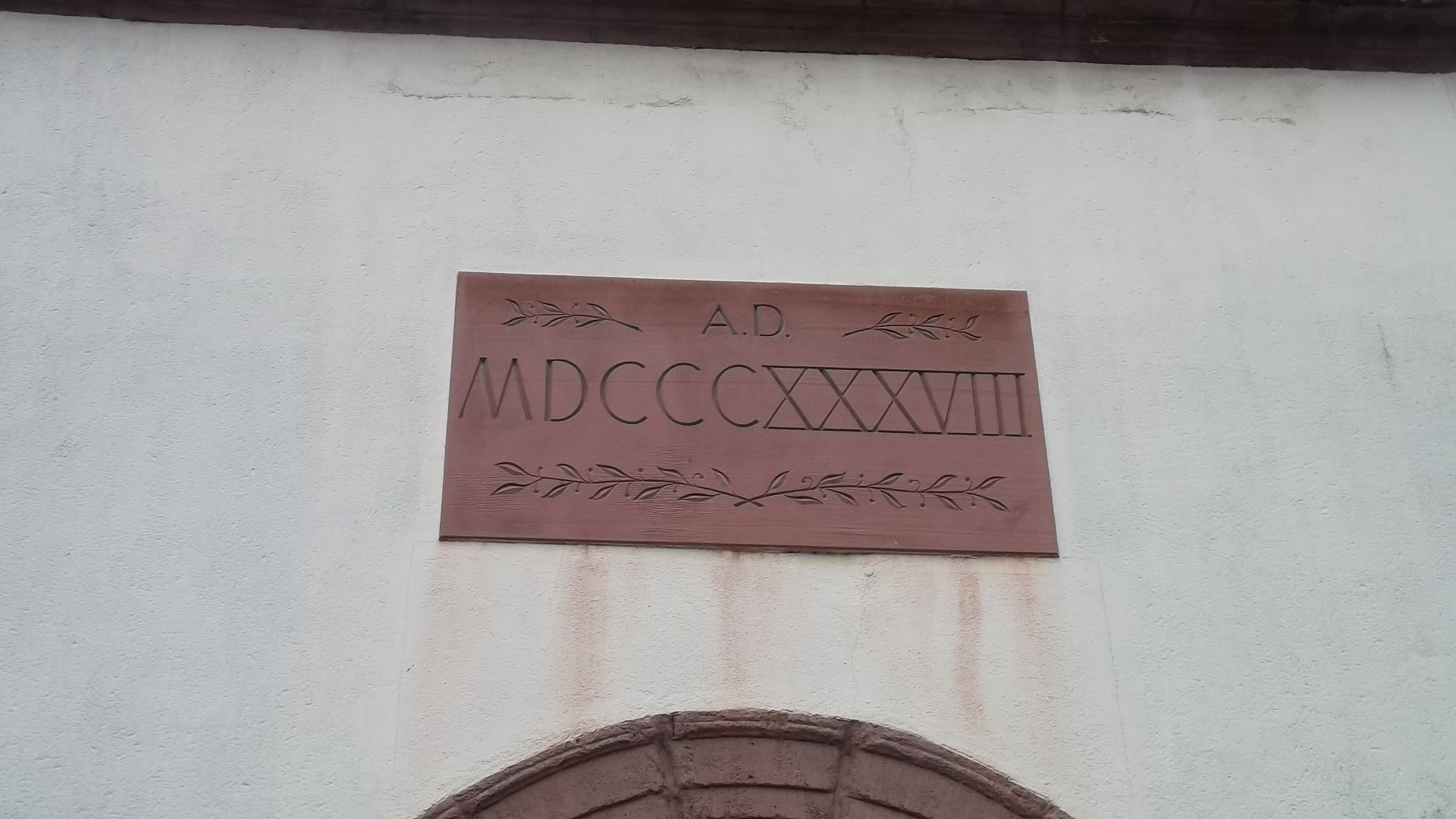
Inschrift über dem Eingangsportal

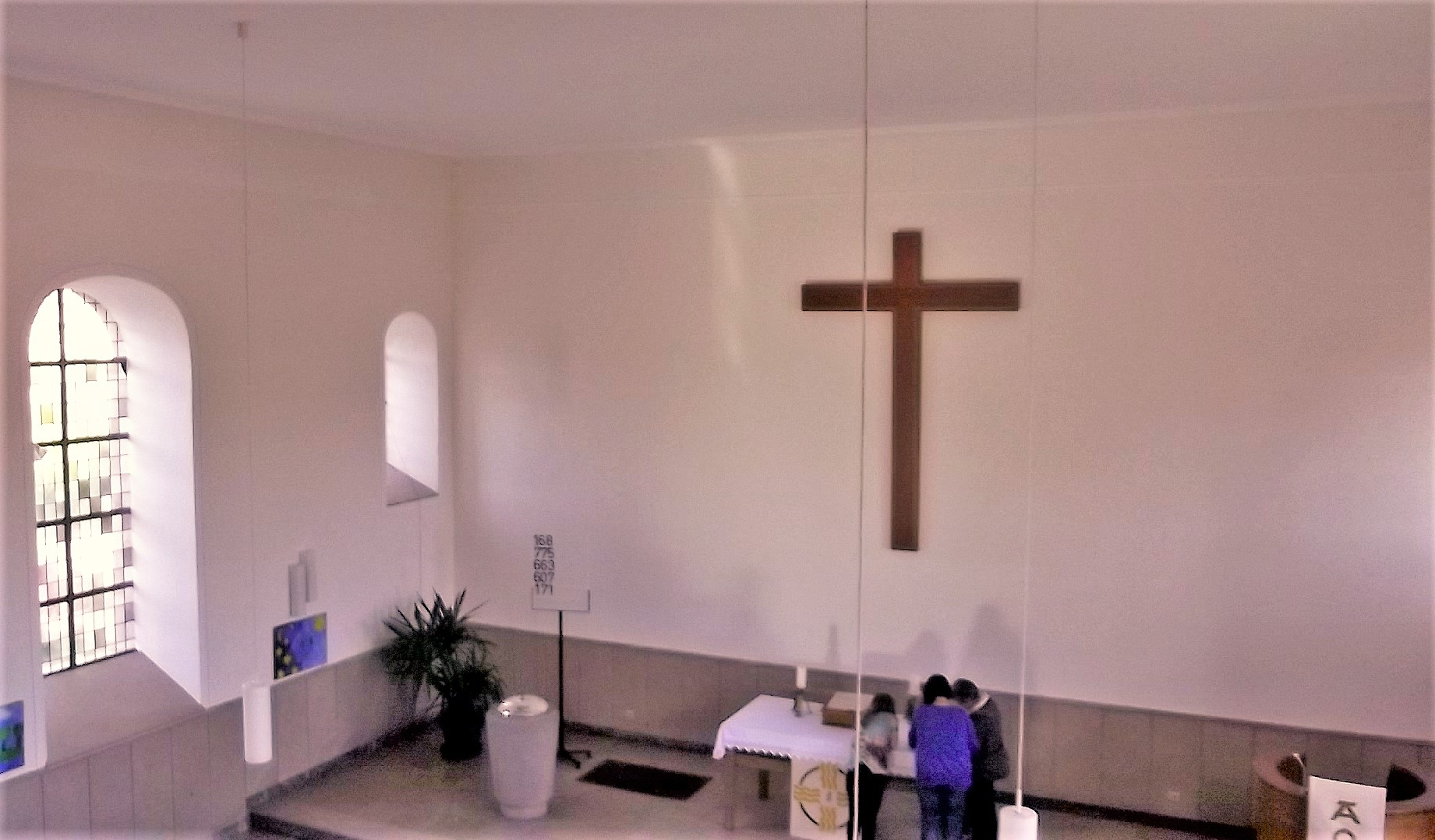
Blick in den Innenraum

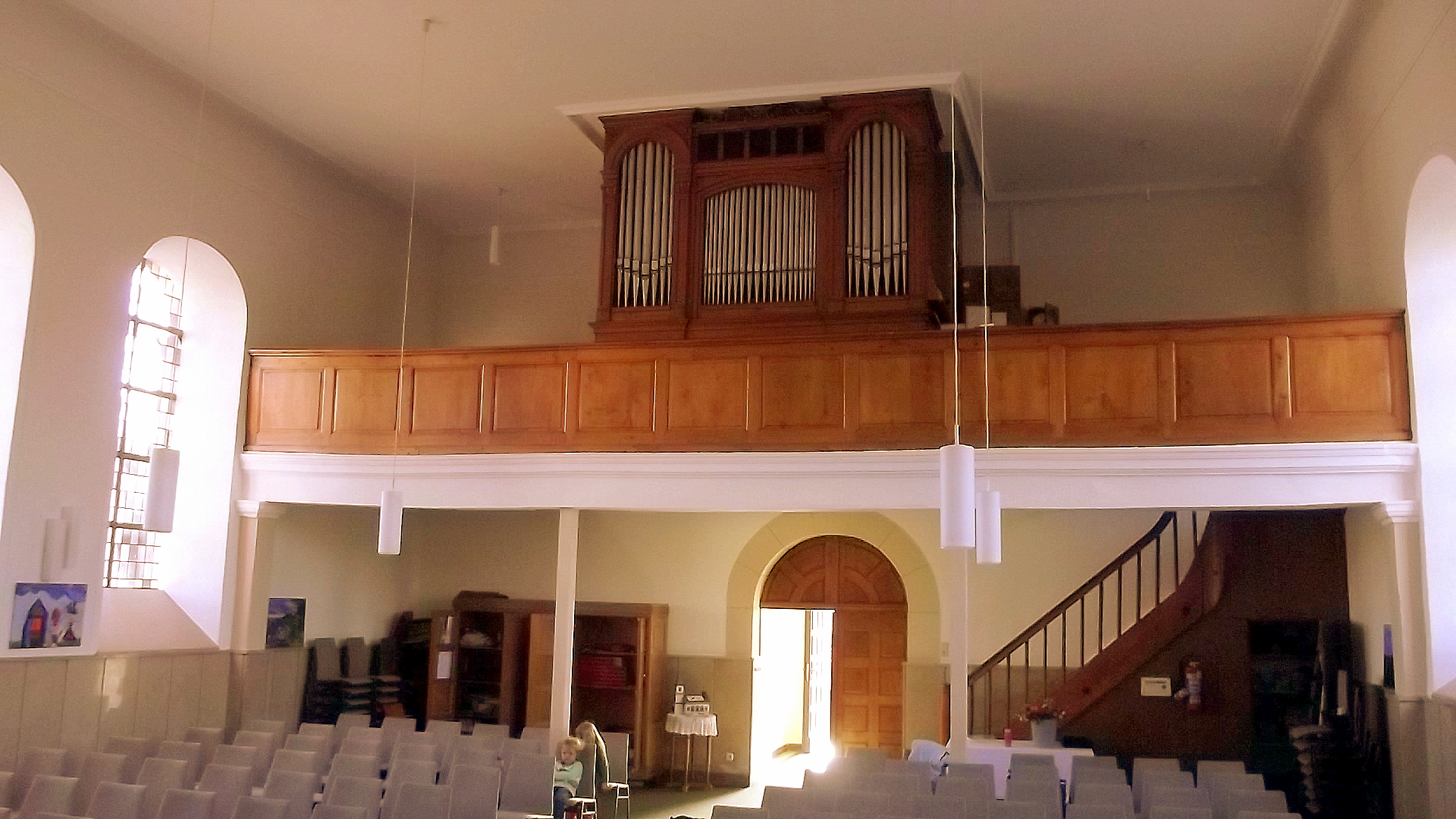
Blick zur Orgelempore

Die Evangelische Kirche Werschweiler ist ein Sakralbau im saarländischen Werschweiler, einem Stadtteil der Kreisstadt St. Wendel. Werschweiler ist der Kirchengemeinde Dörrenbach im Kirchenkreis Saar-Ost der Evangelischen Kirche im Rheinland zugeordnet. In der Denkmalliste des Saarlandes ist die Kirche als Einzeldenkmal aufgeführt.

## Geschichte und Architektur
Erbaut wurde die Kirche in den Jahren 1838 bis 1842 und ersetzte eine Kapelle an gleicher Stelle. Die Grundsteinlegung fand am 29. Juni 1838 statt. Die Bauarbeiten wurden hauptsächlich von Heimwerkern aus St. Wendel ausgeführt.
Die Kirche wurde als Saalkirche im Stil des Klassizismus errichtet. Sie gliedert sich in ein Langhaus, in Form eines Rechtecksaals, und einen viereckigen Turm im Westen mit Spitzhelm. Die Seitenwände des Langhauses weisen in der Mitte drei Achsen mit Rundbogenfenstern auf und wird durch ein horizontales, rötliches Gesimse gegliedert.

## Orgel
Die Orgel der Kirche wurde 1886 von der Firma Oberlinger  (Windesheim) erbaut. Das Kegelladen-Instrument verfügt über 10 Register, verteilt auf ein Manual und Pedal. Die Stimmtonhöhe beträgt 441 Hz bei 9 °C. Die Spiel- und Registertraktur ist mechanisch. Die Disposition lautet wie folgt:
| I Hauptwerk C–f3 |            |    |
| 1.               | Principal  | 8′ |
| 2.               | Hohlflöte  | 8′ |
| 3.               | Salicional | 8′ |
| 4.               | Octave     | 4′ |
| 5.               | Flöte      | 4′ |
| 6.               | Quinte     | 3′ |
| 7.               | Octave     | 2′ |
| 8.               | Mixtur     | 2′ |

| Pedal C–g0 |           |     |
| 9.         | Subbass   | 16′ |
| 10.        | Octavbass | 8′  |

- Koppeln: I/P

## Glocken
Das Geläute im Turm besteht aus zwei Glocken und ist eines der wenigen Denkmalgeläute im Saarland, das aus zwei verschiedenen Gussepochen stammt. Die ältere der beiden Glocken wurde im Jahr 1415 von Glockengießer Otto von Speyer gegossen und ist eine von drei noch erhaltenen im Bereich des Ostertals, die von diesem Gießer stammen. Ihr Gewicht beträgt 120 kg, ihr Durchmesser 58 cm. 
Im Jahr 1838 erhielt die Kirche in Werschweiler noch zwei weitere historische Glocken, die aber während des Ersten Weltkrieges zu Kriegszwecken eingeschmolzen wurden. Im Jahr 1921 konnte eine der evangelischen Kirchengemeinde von Werlau bei Sankt Goar gehörende Glocke erworben werden, die um 1900 von Glockengussmeister Franz Schilling (Apolda) gegossen wurde. Den Zweiten Weltkrieg überstanden beide Glocken ohne größeren Schaden und sind bis heute in Gebrauch.
| Nr. | Ton   | Gießer, Gussort          | Gussjahr | Inschrift |
| 1   | a′    | Franz Schilling / Apolda | 1900     | GEGOSSEN FUER DIE EVANGEL.GEMEINDE WERLAU VON FRANZ SCHILLING-APOLDA IN THUER. 1900 EHRE SEI GOTT IN DER HÖHE |
| 2   | fis′′ | Otto von Speyer          | 1415     | o.rex.glorie.xpe.veni.cvm.pace.                                                                               |